# Tápé
Tápé est un ancien village du comté de Csongrád-Csanád, qui fait maintenant partie de Szeged.

## Situation
Tápé est la partie intérieure la plus orientale de la ville actuelle, sur la rive droite de la Tisza, en dehors des Körtöltés. Jusqu'en 2013, il existait un service de ferry sur la Tisza, qui permettait de rejoindre les banlieues de Tápé sur l'autre rive, ainsi que Maroslele, Makó et Rákóczitelep via la route 4413 (hu). Depuis la fermeture du ferry, ces villages et quartiers situés de l'autre côté de la rivière ne sont accessibles que par l'autoroute M43 (hu).

## Histoire
Tápé était une colonie de la dynastie Árpád (en), son nom est mentionné dans un document dès 1138 sous le nom de Tapai. C'était en partie un château et en partie un domaine princier. Béla IV de Hongrie a donna des terres de la forteresse, qui avaient été dépeuplées après l'invasion tatare, aux colons de Szeged, ainsi que le vivier appelé Vártó, qui était la propriété des membres du clan Csupor (Chupur), qui avaient été tués par les Tatars.
Jusqu'en 1973, Tápé appartenait au district de Szeged du comté de Csongrád, et a été annexé à Szeged en 1973.

## Galerie

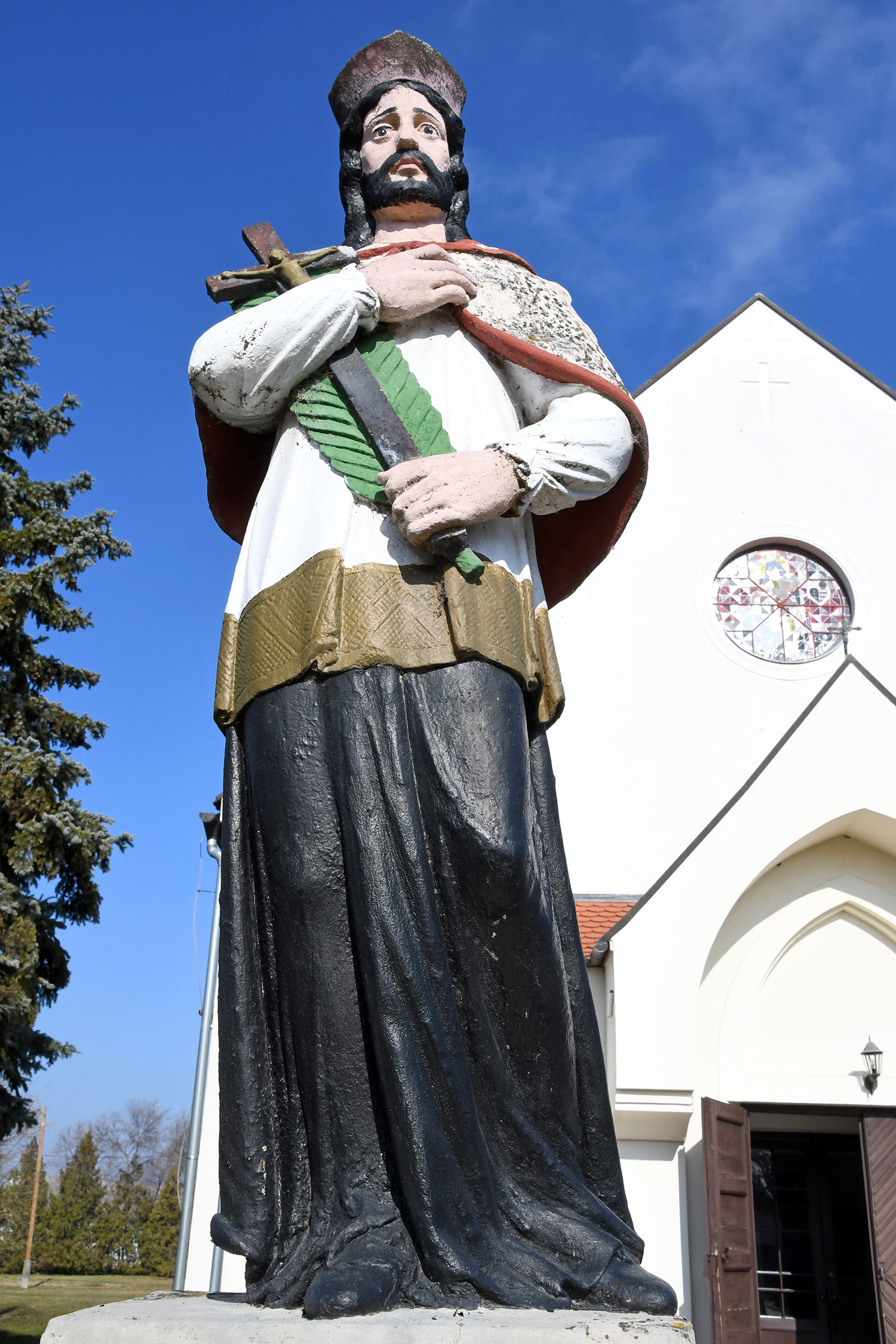
Statue de saint Jean Népomucène
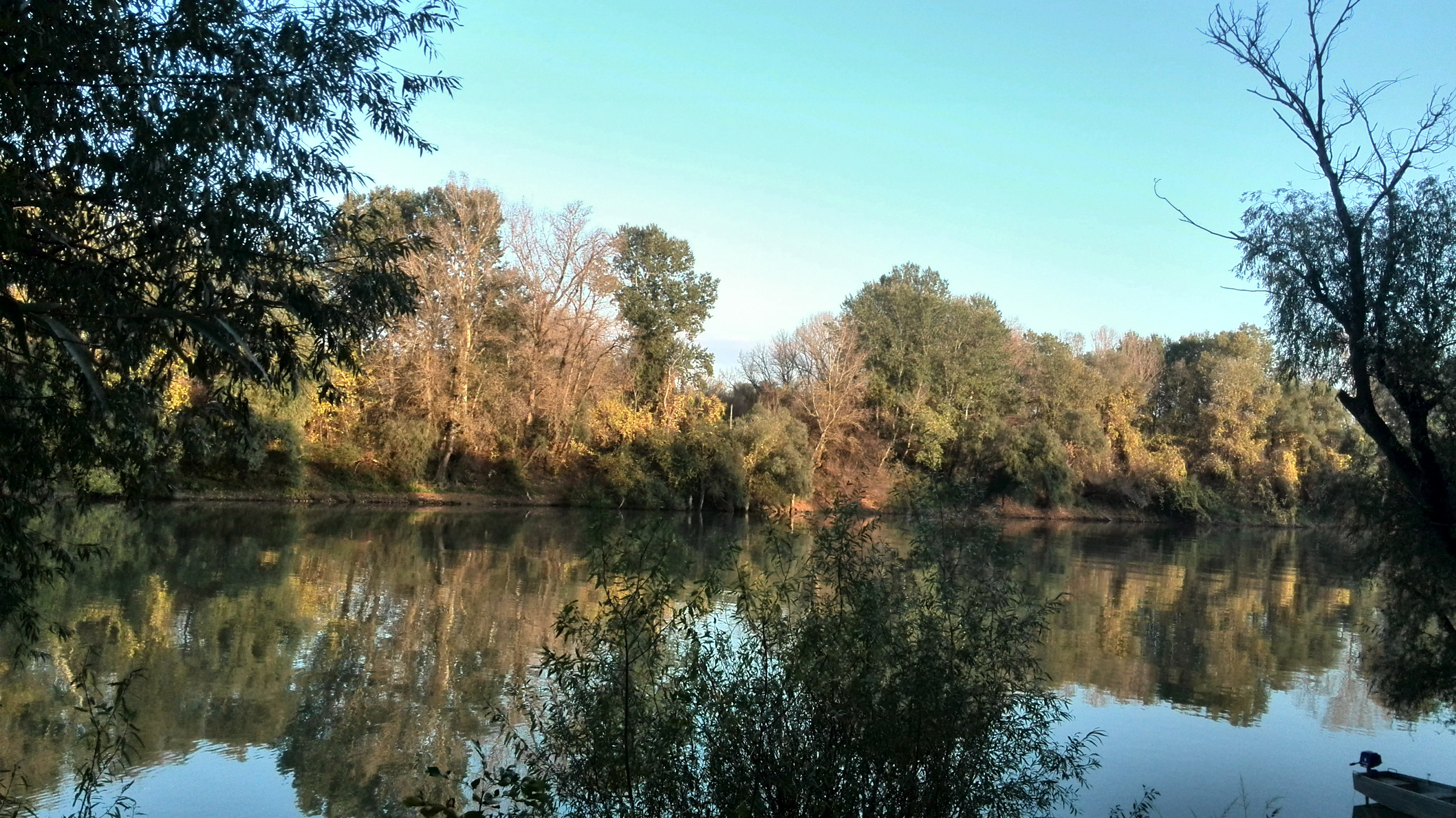
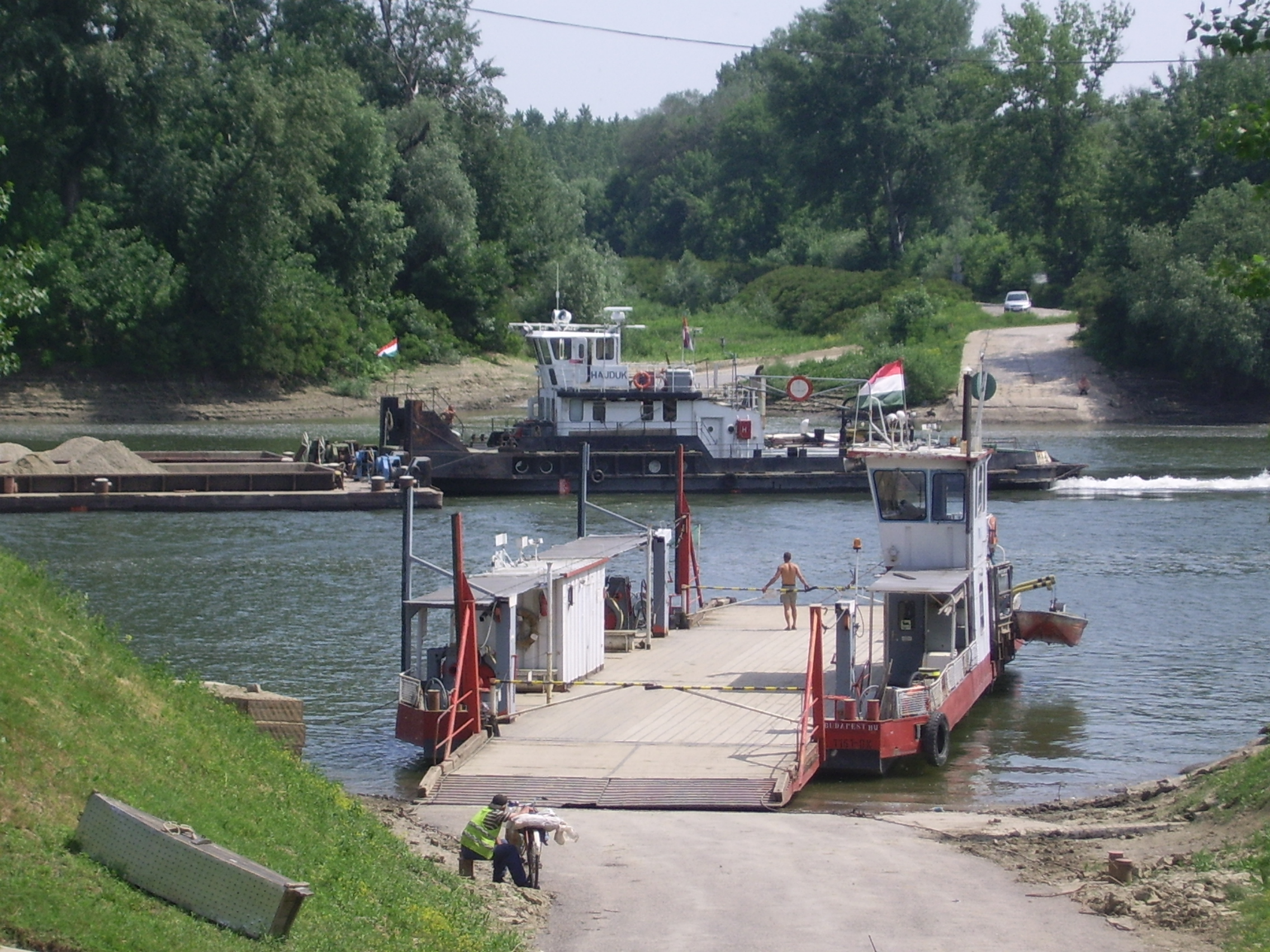

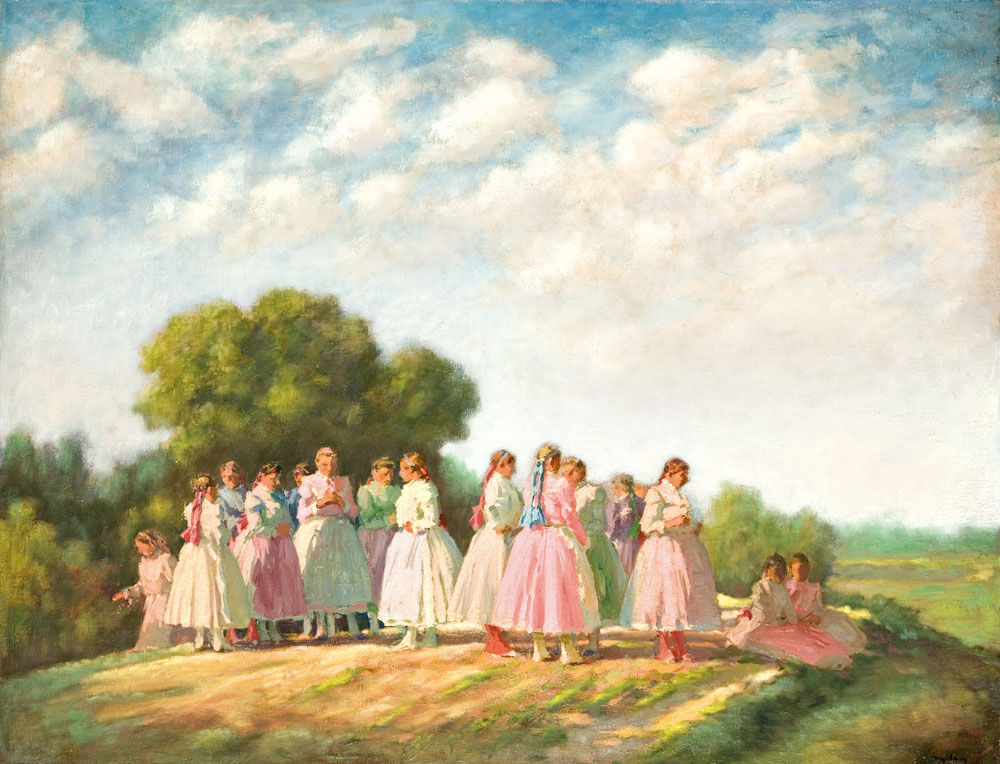
Filles de Tápé de Sándor Nyilasy (hu)
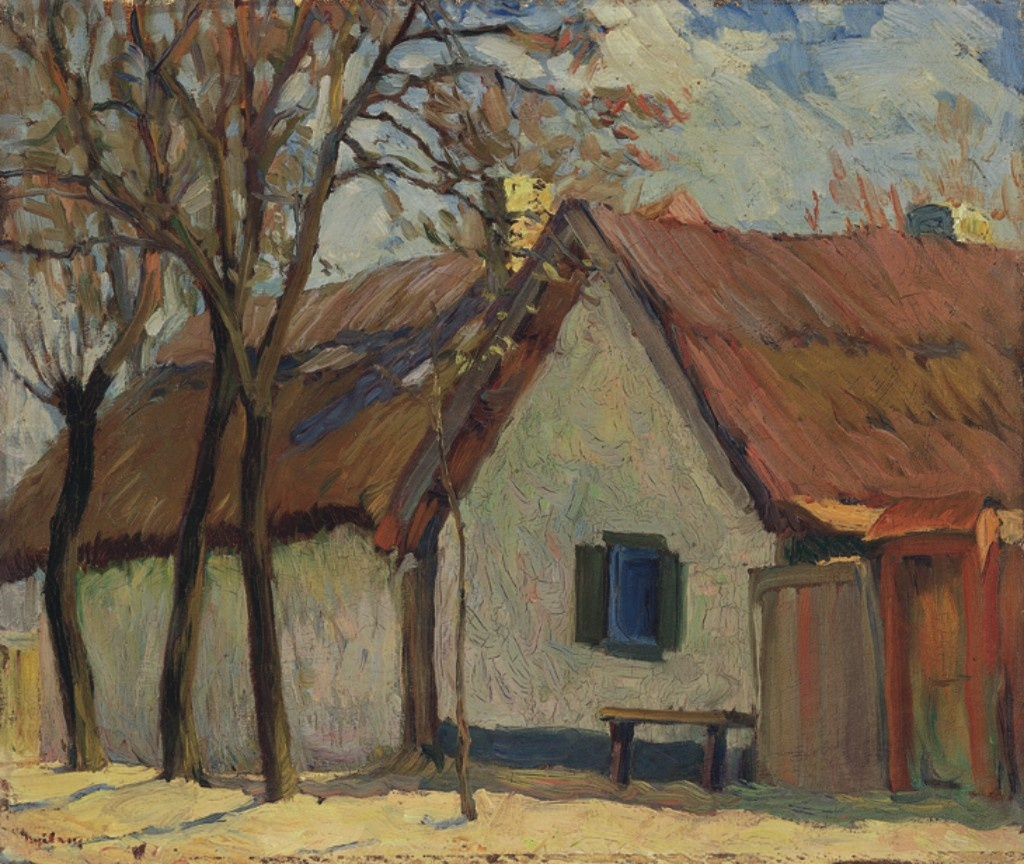
Maison de Tápé, de Sándor Nyilasy (hu)